# Ajuricaba
Ajuricaba là một đô thị thuộc bang Rio Grande do Sul, Brasil. Đô thị này có diện tích 323,239 km², dân số năm 2007 là 7261 người, mật độ 22,46 người/km².